# Іллеартська війна
«Іллеартська війна» — фентезійний роман американського письменника Стівена Р. Дональдсона, друга книга першої трилогії циклу «Хроніки Томаса Ковенанта». За ним слідує Сила, що зберігає.

## Короткий зміст сюжету
Через кілька тижнів після повернення у свій світ із Землі прокажений Томас Ковенант приймає телефонний дзвінок від своєї колишньої дружини Джоан, коли він падає та вдаряється головою, прокинувшись, щоб знову опинитися в Країні, в залі Ради Лордів Леверстоуна.
Розгніваний тим фактом, що його перенесли з «реальності», Ковенант все ж вважає, що він знову переживає сон або оману через травму голови. Його гіпотеза підтверджується тим фактом, що Земля пережила сорок років у порівнянні з кількома тижнями, які минули в його власному світі: Верховним Лордом Ради є Елена. Набагато пізніше він дізнається, що це його дочка, яка народилася від зґвалтування ним Лени. Через травму Лена відірвалася від життя і повернулася до дитячого менталітету, повністю залежачи від своєї родини. Тепер Елена є призовницею Ковенанту і не виявляє злої волі до свого біологічного батька. Вони з Ковенантом стають близькими друзями.
Елена пояснює, що злий лорд Фол зібрав величезну армію, за допомогою якої він тепер загрожує людям Землі. Протягом сорока років лорди присвятили себе вивченню знань Кевіна, навчаючи нових учнів у школі в місті дерев Ревелвуд. Під час пошуку Посоха Закону, лише Морхам залишився з Лордів ради, але сім нових Лордів зайняли свої місця, опанувавши як магію, так і бойові мистецтва. Раменів, які пасуть коні, було залучено для патрулювання кордону біля володінь Фоула. Варвард, армія Ревелстоуна, повна готових до бою добровольців і очолюється Хіле Троєм, який прибув у Землю зі світу Ковенанту. Була навіть зроблена спроба напасти безпосередньо на лорда Фоула, за допомогою нальоту командос на його лігво на східному краю Землі; хоча рейд, очолюваний лордом Морамом, провалився, було отримано цінні знання про сили Фоула.
Командир армії Фоула — один із трьох братів раси Гігантів, народу, який раніше вважався непідкупним. За допомогою потужного каменю Іллеарта Рейвери, нетілесні слуги Фоула, заволоділи трьома братами, яких тепер перейменували на Родоубивця, Флешхарроера та Сатанського Кулака. У соромі та відчаї інші Велетні не чинять опору, оскільки Родоубивця вбиває їх усіх у рідному місті. Таким чином, Лорди втратили своїх найсильніших і найсміливіших союзників у боротьбі зі злом.
Проте, лорди вирішують зустріти ворога на полі бою. Гіле Трой — геній у військовій тактиці, який розробив містичну форму зору, коли гуртлоам, чарівну грязь із чудодійними лікувальними властивостями, використовувався, щоб спробувати «вилікувати» його відсутність очей (гуртлоам, який використовується для лікування травми голови Ковенанта, також має ефект «лікування» його прокази). Поки Трой очолює армію, щоб протистояти атакуючим силам Флешхарроера, Елена та Ковенант вирушають на пошуки Сьомого Варду, сховища стародавньої магічної сили, яка, на думку Елени, забезпечить перемогу.
Ковенант, Елена та їхні двоє захисників Кривавої варти подорожують віддаленим гірським регіоном на західному кордоні Краю до схованки Варда. Елена отримує силу, але безглуздо використовує її, щоб викликати давно померлого верховного лорда Кевіна з його могили та відправити його проти лорда Фоула. Цей вчинок порушує Закон Смерті, бар'єр, який заважає душам померлих втручатися у світ живих. Дух Кевіна легко переміг, а потім поневолив Фоул, який володіє каменем Іллеарта, і наказав знищити Елену. Два Верховних Лорда беруть участь у магічній битві, у якій Елена та її Кривава охорона зазнають поразки та гине, а Посох Закону знову програє. Ковенант зміг врятувати себе та свого Кривавого охоронця, використовуючи силу своєї каблучки з білого золота, знову ж таки не розуміючи, як.
Тим часом Гіле Трой був змушений відчайдушно відступити переважаючими силами армії Рейвера до краю небезпечного, забороненого лісу, відомого як Гарротська Глибочина. У розпачі він і лорд Мхорам благають про допомогу Каерройла Вайлдвуда, безсмертного лісовика, якому доручено захищати стародавні ліси Краю від Рейверів. Вайлдвуд пробуджує ліс, повністю знищуючи армію Фоула, і власноруч вбиває гарроту Флешхарроуера. Однак перемога є пірровою: армія лордів майже знищена, троє лордів, окрім Елени, були вбиті, а Гіле Трой пожертвував собою як ціна за допомогу Форесталу, ставши безсмертним учнем Вайлдвуда.
Таким чином війна закінчується внічию, і зі смертю верховного лорда Елени, його призивача, Ковенант знову повертається у свій світ. Його колишня дружина давно поклала слухавку, а він знову прокажений.